# Seznam nosilcev bronaste medalje generala Maistra
Seznam nosilcev bronaste medalje generala Maistra.

## Seznam
(datum podelitve - ime)
- 16. maj 1993 - Damjana Jurkovič - Janez Kušar - Bojan Predalič - Darko Vidmar - Tomaž Visinski

- 27. oktober 1997 - Branimir Furlan - Sašo Krapež - Vasilije Maraš

- 11. maj 1998 - Branko Grizila - Bojan Habjan - Stanka Kep - Zvonimir Lah - Marjan Mahnič - Bogdan Mali - Franc Plestenjak - Primož Šavc - Valter Vrečar - Roman Zupanec - Matjaž Žirovnik

- 19. oktober 1998 - Bogdan Avbar - Bogdan Beltram - Stanislav Ferfila - Peter Ferjan - Matjaž Goričar - Bojan Gregorič - Drago Krapež - Roman Nahtigal - Primož Rupnik - Marko Seketin - Aljoz Ternar - Marjan Tušak - Branko Vukanac

- 20. november 1998 - Andrej Likar - Goran Vidrih

- 7. april 1998 - Miha Habič - Ivan Marc

- 12. maj 1999 - Viktor Andrejaš - Albin Antlej - Smiljan Babić - Zoran Barjaktarević - Andrej Beljan - Boštjan Blazni - Mihalj Bukovec - Roman Cenčič - Ciril Cenček - Anton Čančer - Rado Čelofiga - Vinko Gaberšček - Robert Glavaš - Jožef Grabušnik - Daniel Hozjan - Stanislav Jakše - Mitja Ješelnik - Martin Jugovec - Branko Jurca - Ciril Tomaž Klinar - Aleš Kunčič - Miha Kuhar - Dušan Lahajnar - Jožef Majcenovič - Branko Mohorič - Slavka Pavlin - Danica Pepelnak - France Plut - Jurij Požun - Janko Sladnjak - Bojan Sever - Štefan Šemrov - Miran Terčič - Vlado Tomažič - Nikolaj Tomc - Mijo Tgovčević - Viljem Ušaj - Anton Vavroš - Izotk Velikonja - Alojzij Zadel - Peter Zor - Franc Žust

- 11. maj 2000 - Stanislav Balkovec - Bojan Bartol - Jožica Blatnik - Anton Frumen - Boris Gorjup - Marjan Hočevar - Darinka Kariž - Viljem Kobal - Ivan Krašnja - Jože Križman - Roman Lunder - Karolina Majcenovič - Bojan Anton Muc - Franc Neuwirt - Vojko Obrulj - Bojan Pograjc - Janez Preskar - Irma Prosen - Tatjana Rolih - Nika Romšek - Miran Rožanec - Bojan Trdan - Simon Veber - Lidija Vilar - Frančišek Zavašnik

- 24. oktober 2000 - Damjan Fijavž - Marjan Jakoš - Matjaž Piškur - Ludvik Seničar - Frančišek Stare - Friderik Škamlec - Slavko Turk - Stojan Zabukovec

- 14. maj 2001 - Darko - Bežan - Bojan Božič - Marijan Česnik - Bojan Dobrotić - Zlatko Filej - Branko Flis - Branko Frank - Pavle Gostiša - Alojz Groleger - Franc Hartman - Božidar Horaček - Marjan Jeršek - Srečko Karba - Tomaž Kladnik - Ljubomir Kranjc - Dušan Krošl - Ivan Lakovšek - Peter Mlakar - Tomislav Peček - Stanislav Pegan - Vilibald Polšak - Aleš Pravdič - Ivan Rakuša - Zoran Ravbar - Mateja Skubic - Amton Stritih - Jožef Šantelj - Edmond Šarani - Gorad Šošter - Janez Štritof - Robert Tunja - Janez Ude - Egon Ustar - Rudi Vrabič - Drago Vrečar - Nikolaj Završnik

- 24. oktober 2001 - Nedeljko Furjanić - Damjanhafner - Alojzij Jereb - Matjaž Majcenovič - Ivan Mikuž - Venčeslav Ogrinc - Primož Pogačnik - Zdravko Strniša - Anton Šuklje - Ivan Trafela - Leon Tušar - Franc Zagradišnik - Rudi Zalar - Damir Žagar

- 29. marec 2002 - Marjetka Korenin - Cvetko Kravanja - Janez Šmid - Katja Vlaj

- 8. maj 2002 - Alojz Bačič - Robert Baliž - Dobran Božič - Vojko Damjan - Viktorija Fornazarič - Janez Gomzi - Davorin Grošelj - Primož Habič - Primož Jurkovič - Jože Kalan - Jože Konda - Dušan Lazar - Primož Logar - Andrej Osolnik - Tomaž Porš - Viljan Sluga - Demitrij Šviga - Mitja Teropšič - Uroš Trinko - Peter Vaš - Majda Zdouc